# Wijkia tanytricha
Wijkia tanytricha är en bladmossart som beskrevs av H. Crum 1971. Wijkia tanytricha ingår i släktet Wijkia och familjen Sematophyllaceae. Inga underarter finns listade i Catalogue of Life.